# كوزلسك
كوزلسك (بالروسية: Козельск) هي إحدى مدن روسيا في الكيان الفدرالي الروسي كالوغا أوبلاست.تقع مدينة كوزيلسك على ضفاف نهر جيزدرا. تبعد المدينة عن مركز المقاطعة مدينة كالوغا 72 كيلومترا وتبلغ مساحتها 10 كيلومترات مربعة وتعداد نفوسها 19 الف نسمة.

## النبذة عن تاريخ المدينة
جاء ذكر كوزلسك في السجلات التاريخية لأول مرة عام 1146. واشتهر اسمها كثيرا بعد أن صمدت لمدة 7 اسابيع بوجه هجمات التتار عام 1238 وتمكن رجالها من قتل حوالي 4 الآف شخص من المهاجمين.

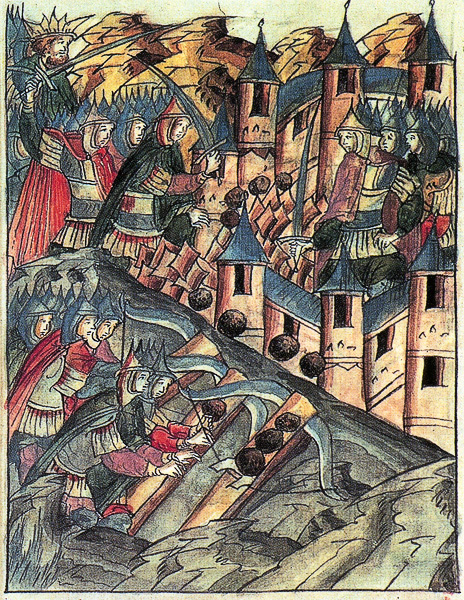
حصار كوزيلسك 1238

اعيد بناء المدينة وضمت إلى إمارة موسكو عام 1494 . وفي عهد القيصر إيفان الرهيب تم بناء سور خشبي حول المدينة عام 1607 لحمايتها من هجمات الأعداء. خلال القرنين الـ 16 و17 ازدهرت المدينة وتوسعت حيث عاش فيها أكثر من 15 الف نسمة وكان فيها 40 كنيسة. وخلال القرنين الـ 18 و19 كانت المدينة الطريق التجارية التي تربط بين روسيا وأوكرانيا، مما ادى إلى توسعها وظهور عدد من المصانع والمعامل فيها بنهاية القرن الـ 19 . في بداية القرن العشرين لم يحصل في المدينة أي تطور وبقيت مدينة صغيرة ولم تظهر فيها مؤسسات صناعية وثقافية جديدة.
خلال الحرب الوطنية العظمى احتلت القوات الفاشية المدينة في 8 أكتوبر/ تشرين الأول عام 1941 وحررها الجيش الأحمر السوفيتي في 27 ديسمبر/ كانون الأول من نفس العام حيث لم تنفع التحصينات التي أنشأتها القوات الألمانية حول المدينة وعلى ضفاف النهر. لقد دمرت الحرب الجزء الأكبر من المدينة ولكن بجهود اهلها تمت عمليات البناء والصيانة خلال فترة وجيزة. وتثمينا لبسالة وبطولة سكان المدينة وجهودهم في إعادة بناء المدينة منحت سنة 2009 لقب مدينة المجد العسكري. بعد الحرب افتتحت في المدينة مؤسسات صناعية مثل مصانع الاجر ومصنع الزجاج ومصانع إنتاج قطع غيار السيارات إضافة إلى مصانع المواد الغذائية ومواد البناء وغيرها.

## المعالم المعمارية
مركز المدينة القديم – الذي يتضمن دير بضمنه كنيسة الصعود (1620) وكنيسة القديس نيقولاي (1740). ومن الآثار المهمة كنيسة البشارة (1810) وكنيسة شفاعة العذراء (1885). كما توجد في المدينة مباني سكنية من القرنين الـ 18 و 19 . كما مازال مبنى فندق المدينة (منتصف القرن 19) حاليا مبنى البريد قائما.

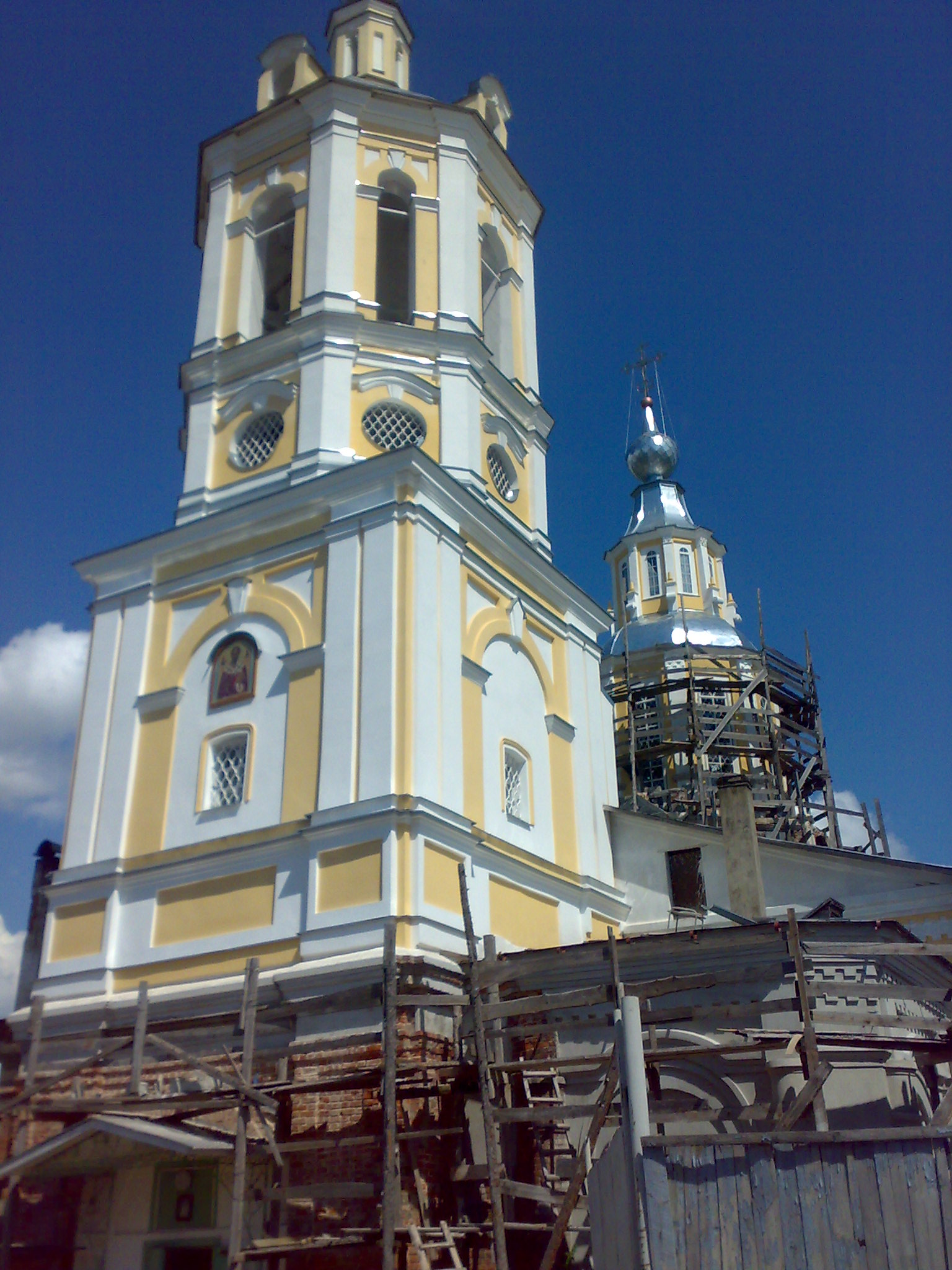
كنيسة القديس نيقولاي

على مسافة 3 كيلومترات من المدينة يقع دير اوبتينا بوستين الذي يعتبر أحد أهم المراكز الدينية للكنيسة الأرثوذكسية الروسية. بني الدير في القرن الـ 15 وازدهر وتوسع خاصة بعد إنشاء مناسك للرهبان خلف الدير لتكون ما يشبه مركزا دينيا وفلسفيا وثقافيا. وتقع ضمن حدود الدير المحاط بسور فيه 4 أبراج بصوامع وبوابتين، كاتدرائية مبنية عام 1750 وإلى جنوبها كنيسة قازان (1805) وإلى شمالها كنيسة مريم القبطية (1858) وإلى الشرق كنيسة فلاديمير (1801) ارتفاعها أكثر من 40 مترا وبالقرب من مناسك الرهبان كنيسة يوحنا المعمدان الخشبية (1822).